# Buceș
Buceș [ˈbutʃeʃ] (veraltet Bucești; ungarisch Bucsesd oder Bukásfalva) ist eine Gemeinde im Kreis Hunedoara in der Region Siebenbürgen in Rumänien.

## Geographische Lage

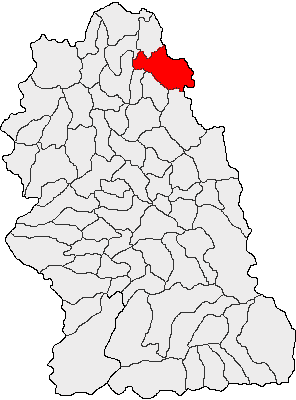
Lage der Gemeinde Buceș im Kreis Hunedoara

Die Gemeinde Buceș liegt am gleichnamigen Bach – ein linker Nebenfluss des Crișul Alb (Weiße Kreisch) – in einer bergigen Landschaft nördlich des Siebenbürgischen Erzgebirges im historischen Stuhlbezirk Brád (heute Brad) des Hunyader Komitat (Komitat Eisenmarkt). Im Norden des Kreises Hunedoara befindet sich der Ort (nach unterschiedlichen Höhenangaben: 361 m) an der Nationalstraße (Drum național) DN 74 (Brad–Abrud, Kr. Alba) 19 Kilometer nordöstlich von der Kleinstadt Brad (Tannenhof); die Kreishauptstadt Deva (Diemrich) liegt ca. 60 Kilometer südlich von Buceș entfernt.
Im Norden des eingemeindeten Dorfes Buceș-Vulcan führt die Nationalstraße 74 nach sieben Kilometer über den 725 Meter hohen Buceș Pass,(⊙) in den Kreis Alba.

## Geschichte
Eine genauere Ersterfassung des Ortes ist nicht bekannt. Einige Quellen behaupten, dass Buceș 1439 erstmals urkundlich erwähnt wurde. Nach Berichten von G. Téglás, P. Király, T. P. Ghiţulescu u. a., reicht die Geschichte der Besiedlung der Region jedoch auf Grund der Funde von Goldbergwerken und andere archäologischen Funden auf dem Areal des eingemeindeten Dorfes Stănija (Stannsdorf), bis in die Römerzeit zurück. Die Gemeinde Buceș war Zentrum einer Bunt- und Edelmetallerzförderung.
Wegen des Goldvorkommens in der Region, wurde die Bevölkerung der Gemeinde in den 1950er Jahren von der Securitate wegen vermutlich illegalem Goldbesitzes sogar bis zum Tode gefoltert.
Ioan Cătălina aus Stănija, der einzig berechtigte Goldsucher Rumäniens, erhielt 2005 nach sechs Jahren der Überwältigung von Behördengängen, die Konzession zum Goldschürfen. Cătălina gelingt es pro Jahr (2011) etwa 30 Gramm Gold zu finden.

## Bevölkerung
1850 lebten auf dem Gebiet der heutigen Gemeinde 3939 Einwohner. 3732 davon waren Rumänen und 207 waren Roma. 1910 wurde mit 4838 die größte Bevölkerungszahl ermittelt. Die höchste Anzahl der Rumänen (4789) wurde 1941, die der Roma 1850, die der Ungarn (41) und die der Deutsche (21) 1890 registriert. Darüber hinaus bezeichnete sich 1890, 1900, 1910 und 1966 je ein Einwohner als Slowake. Bei der Volkszählung 2002 lebten auf dem Gebiet der Gemeinde 2381 Menschen, davon waren 2251 Rumänen, 129 Roma und ein Ungar. 2011 waren es noch 1923 Rumänen, 24 Roma und 14 machten keine Angaben zu ihrer Ethnie.

## Sehenswürdigkeiten
- Das Wegekreuz 1934 in Buceș errichtet, steht unter Denkmalschutz.[10]
- Die Holzkirche Adormirea Maicii Domnului, 1840 im eingemeindeten Dorf Stănija errichtet, 2010 erneuert, steht unter Denkmalschutz.[10]
- Der Kalkberg Vulcan oder auch Vâlcan genannt,[11] an höchster Stelle (⊙) 1263 m hoch, ist ein ca. fünf Hektar großer Berg, mit 200–400 Meter hohen Steilwänden. Zum Berg führt ab der Nationalstraße im Buceș Pass in nördliche Richtung ein anderthalb Kilometer langer Weg.[4]

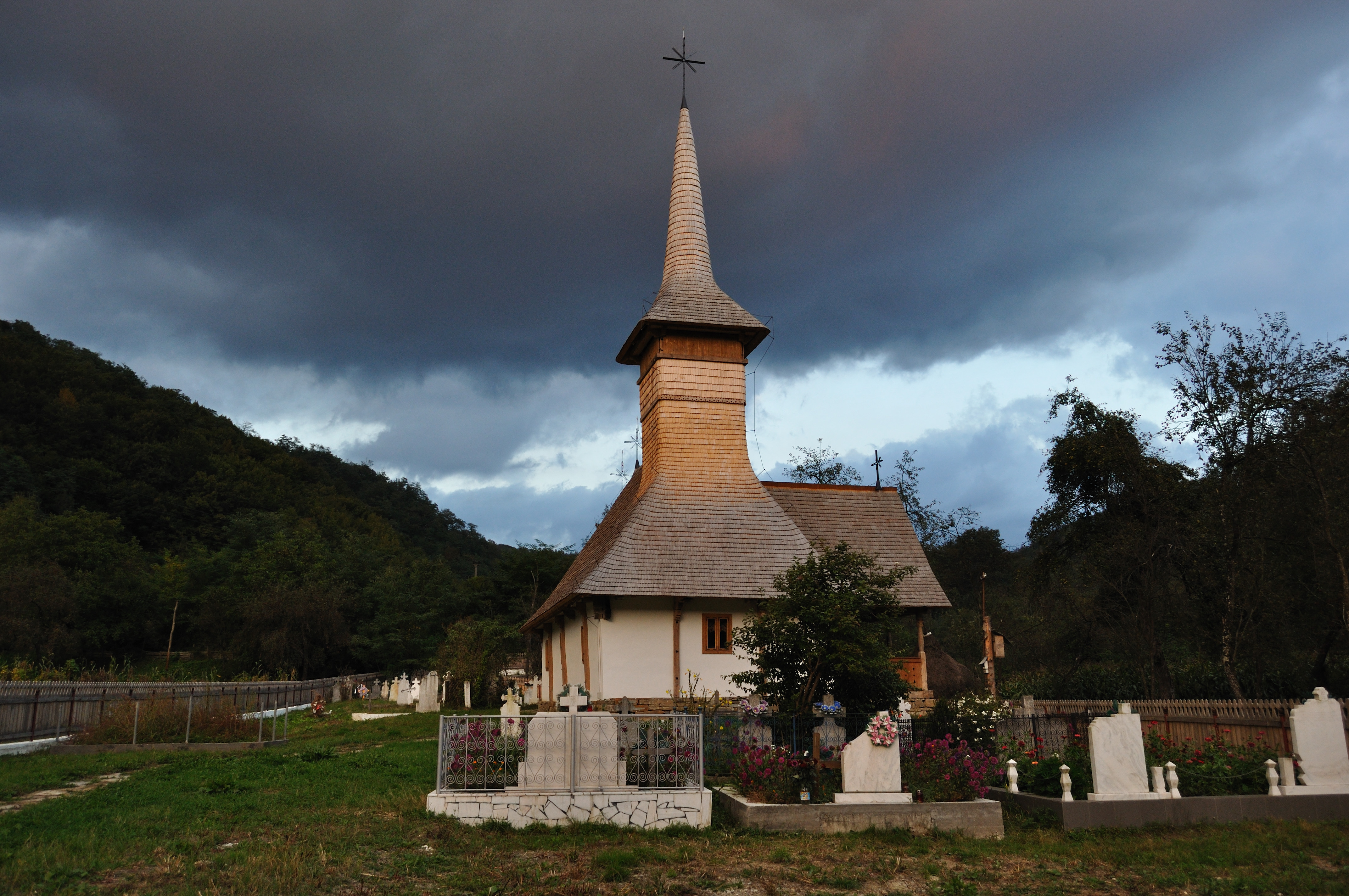
Holzkirche in Stănija
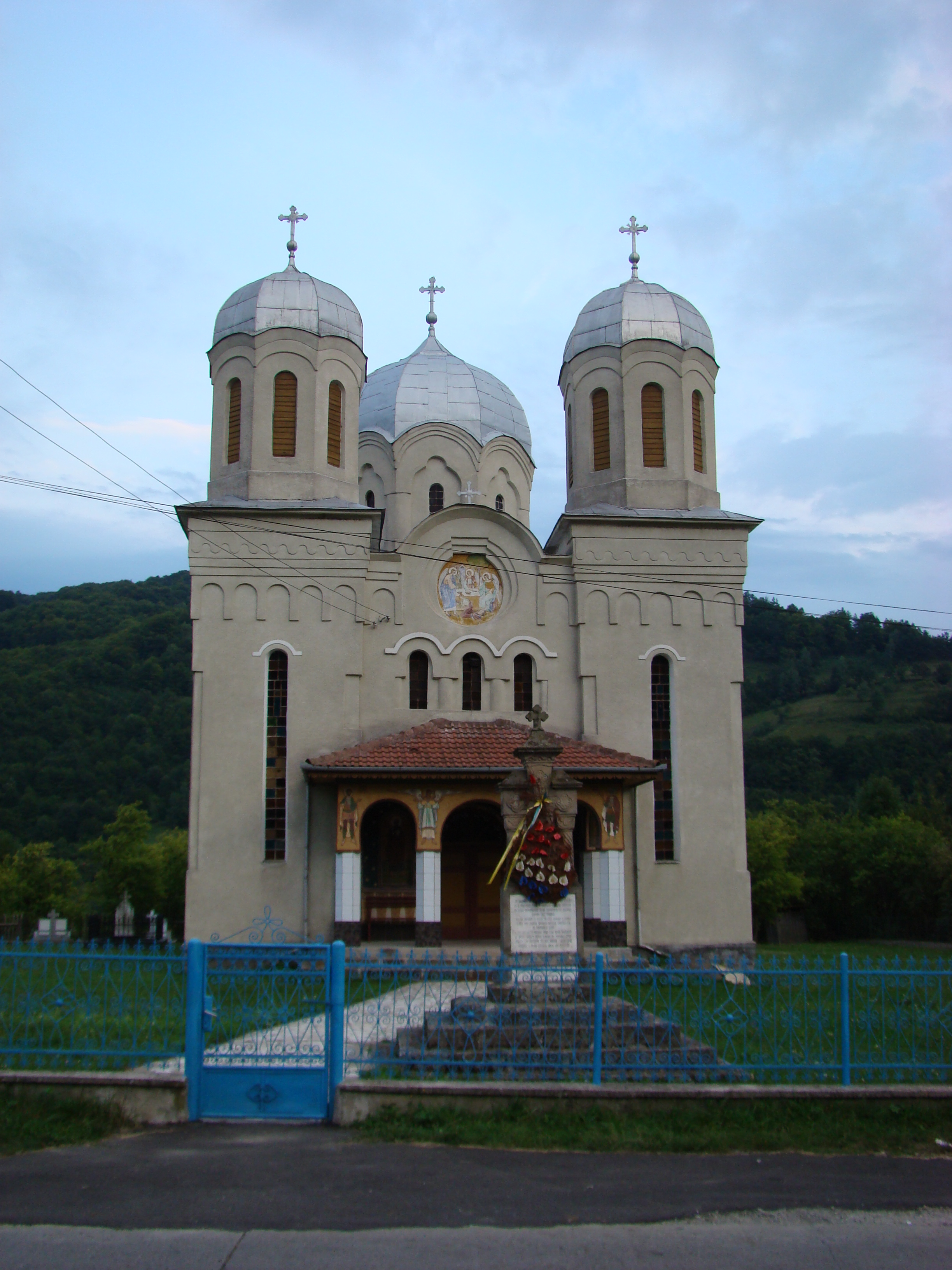
Kirche in Mihăileni
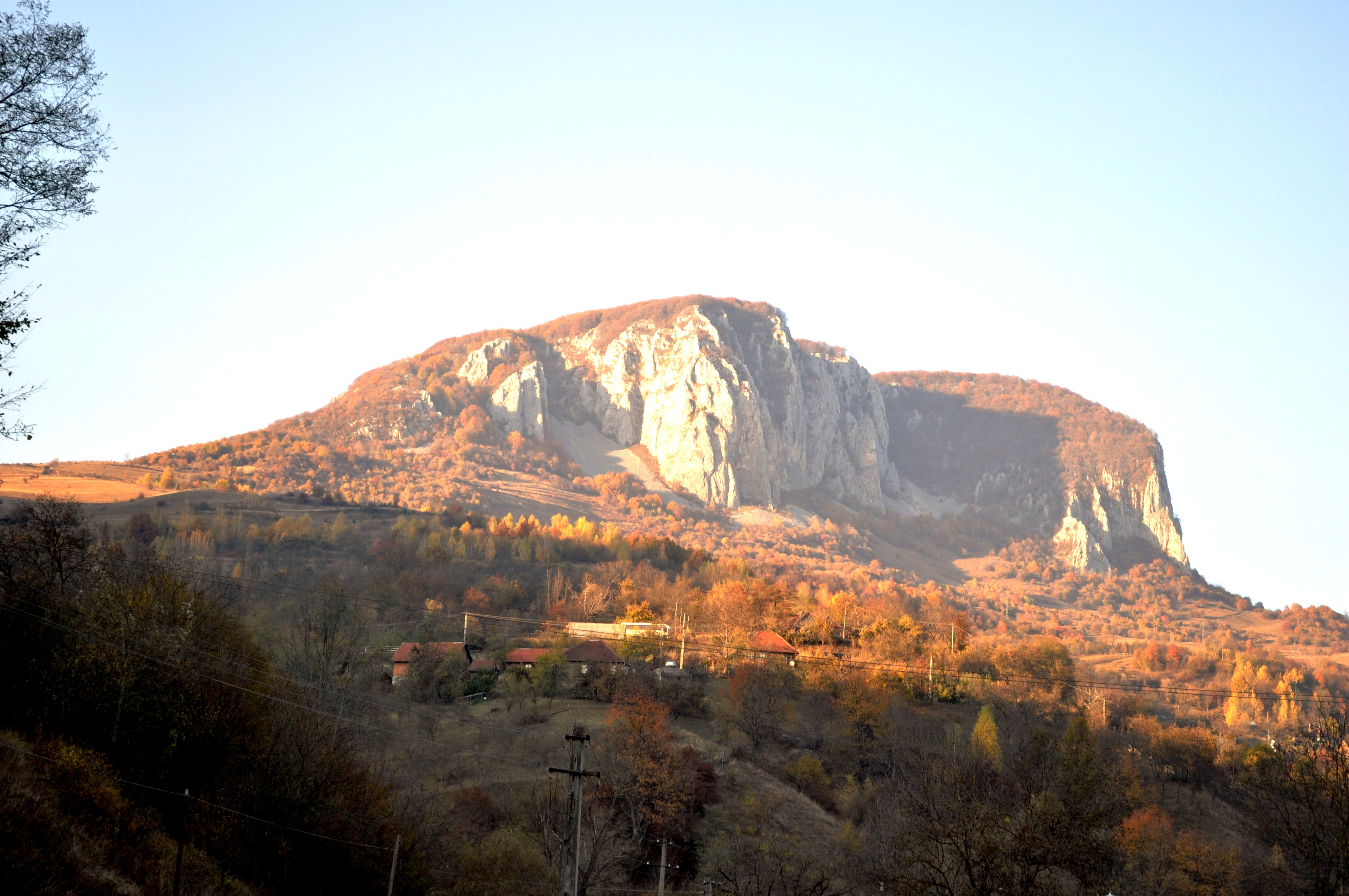
Der Berg Vulcan